# Bananenfledermaus
Die Bananenfledermaus (Musonycteris harrisoni) ist eine Blumenfledermaus aus der Familie der Blattnasen, welche in Mexiko beheimatet ist. Die Gattung Musonycteris ist monotypisch, das heißt, dass neben Musonycteris harrisoni keine weitere Art der Gattung bekannt ist.
Der Gattungsname leitet sich vom arabischen Wort „musa“ (=Banane) und dem griechischen „nycteris“ (=Fledermaus) ab. Der Artname ehrt Ed N. Harrison, der die Feldarbeit von William Joseph Schaldach in Mexiko unterstützte.

## Beschreibung
Die Bananenfledermaus hat die längste Schnauze aller Blumenfledermäuse. Die Zunge ist über 76 mm lang und optimal an die Ernährungsweise, welche vor allem aus Nektar besteht, angepasst. Die Bananenfledermaus ist eine mittelgroße Blumenfledermaus mit einer Gesamtlänge von durchschnittlich 84,8 mm, einer Unterarmlänge von 42,2 mm und einem Gewicht von im Schnitt 12,6 g bei Männchen und 10,9 g bei Weibchen. Sie besitzt wie die meisten Vertreter der Familie der Blattnasen ein auffallendes Nasenblatt. Das Fell ist in der Regel grau-braun.

## Lebensweise
Die Bananenfledermaus kommt nur an der Pazifikküste Mexikos in Dornsavannen und Laubwäldern vor. Die Region zeichnet sich durch eine ausgeprägte Saisonalität aus, mit einer Regenzeit im Sommer von Juli bis Oktober und einer Trockenzeit im Winter von November bis Mai. Die Bananenfledermaus ist wie die meisten Fledermäuse nachtaktiv. Die Art verdankt ihren Namen dem Umstand, dass sie erstmals zwischen Bananenpflanzen gefangen wurde, wo sie offenbar nach Nektar, Pollen und Insekten in den Bananenblüten suchte. Bei einer näheren Untersuchung fand man im Magen dieser Art Pollen verschiedener anderer nachtblühender Pflanzen wie Cordia alliodora, Alnus jorulensis, dem Kapokbaum und Vertretern der Gattung der Prunkwinden. Ihre Ernährungsweise macht die Bananenfledermaus daher wahrscheinlich zu einem wichtigen Samenverbreiter und Bestäuber dieser Pflanzen. Tagsüber hängt sie in kleinen Gruppen in Felsspalten und Höhlen, welche sie gelegentlich mit anderen Arten wie Glossophaga soricina, Macrotus waterhousii oder dem Gemeinen Vampir (Desmodus rotundus) teilt.

## Verbreitung und Lebensraum

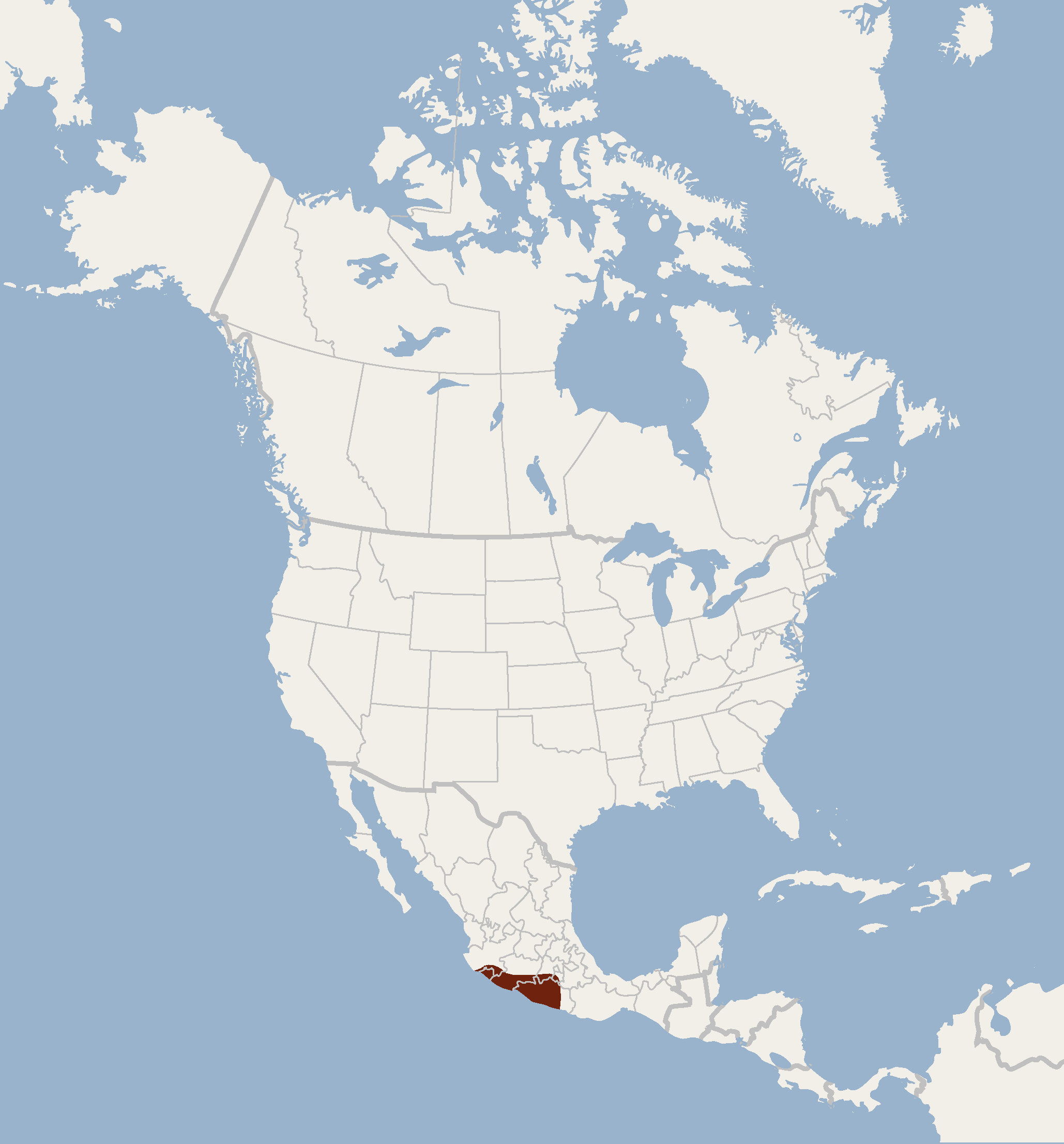
Verbreitungsgebiet (rot)

Die Bananenfledermaus ist endemisch für die Pazifikküste Mexikos. Die IUCN listet die Art aufgrund der relativ kleinen Populationsgröße und der hohen Wahrscheinlichkeit, dass die Population in den nächsten zehn Jahren um 10 % zurückgehen wird als gefährdet.